# 張驥 (明朝)
張驥，字仲德，安化人。明朝官吏。
永樂年間，鄉試中舉，入學國子監。宣德年間，授監察御史，出按江西、福建等地。正統八年，吏部尚書王直舉薦，升任大理寺右丞，巡撫山東，撫恤流民。后晉升爲大理寺少卿，巡視濟寧、淮河揚州等飢民，并組織清剿蝗災。正統十三年，擔任浙江巡撫。當時葉宗留、陳鑒胡等在福建、浙江、江西一帶叛亂，張驥到任后，招撫叛軍。同年秋，明景帝登基，召還途中去世。